# Huang Da Xian Taoist Temple
Huang Da Xian Taoist Temple is een taoïstische tempel op de Bowery in Chinatown in New York. De tempel ligt in een Chinese buurt tegenover de Confucius Plaza Apartments. In de tempel wordt de Chinese god Huang Daxian vereerd. Huang Daxian is een zeer populaire godheid in Hongkong. Deze New Yorkse tempel trekt zeer veel bezoekers bij de viering van de verjaardag van Huang Daxian.
De tempel is dagelijks geopend van zeven uur 's ochtends tot en met zes uur 's avonds. In de tempel kan men qiuqian beoefenen, bidden en offeren.